# MGM-5 Corporal
El misil MGM-5 Corporal era un misil balístico táctico tierra-tierra con armamento nuclear. Fue la primera arma guiada autorizada por Estados Unidos para portar una ojiva nuclear. Como misil balístico táctico guiado, el Corporal podría lanzar una ojiva nuclear de fisión, altamente explosiva, de fragmentación o química hasta un alcance de 75 millas náuticas (139 km).
Fue desarrollado por el Ejército de los Estados Unidos en asociación con el pionero Laboratorio de Propulsión a Reacción, y producido inicialmente por Douglas Aircraft Company. A medida que el desarrollo continuó, la producción pasó a Firestone Tire and Rubber Company (estructura del avión) y Gilfillan Brothers Inc. (orientación).  El Corporal fue diseñado como una arma nuclear táctica para su uso en caso de hostilidades en Europa occidental durante la Guerra Fría. El primer batallón de cabos del ejército de EE. UU. se desplegó en Europa en 1955. Se desplegaron ocho batallones de cabos en Europa y permanecieron en el campo hasta 1964, cuando el sistema fue reemplazado por el sistema de misiles MGM-29 Sergeant de combustible sólido. El Cabo fue el segundo de una serie de cohetes JPL para el Ejército de EE. UU. cuyos nombres corresponden a la progresión en las filas de los alistados del Ejército, comenzando con Soldado antes de llegar finalmente al Sargento MGM-29.